# 瑙吉米兹多
瑙吉米兹多，是匈牙利沃什州所辖的一个村，总面积6.76平方公里，总人口127，人口密度18.8人/平方公里（2010年1月1日）。